# Sinopec

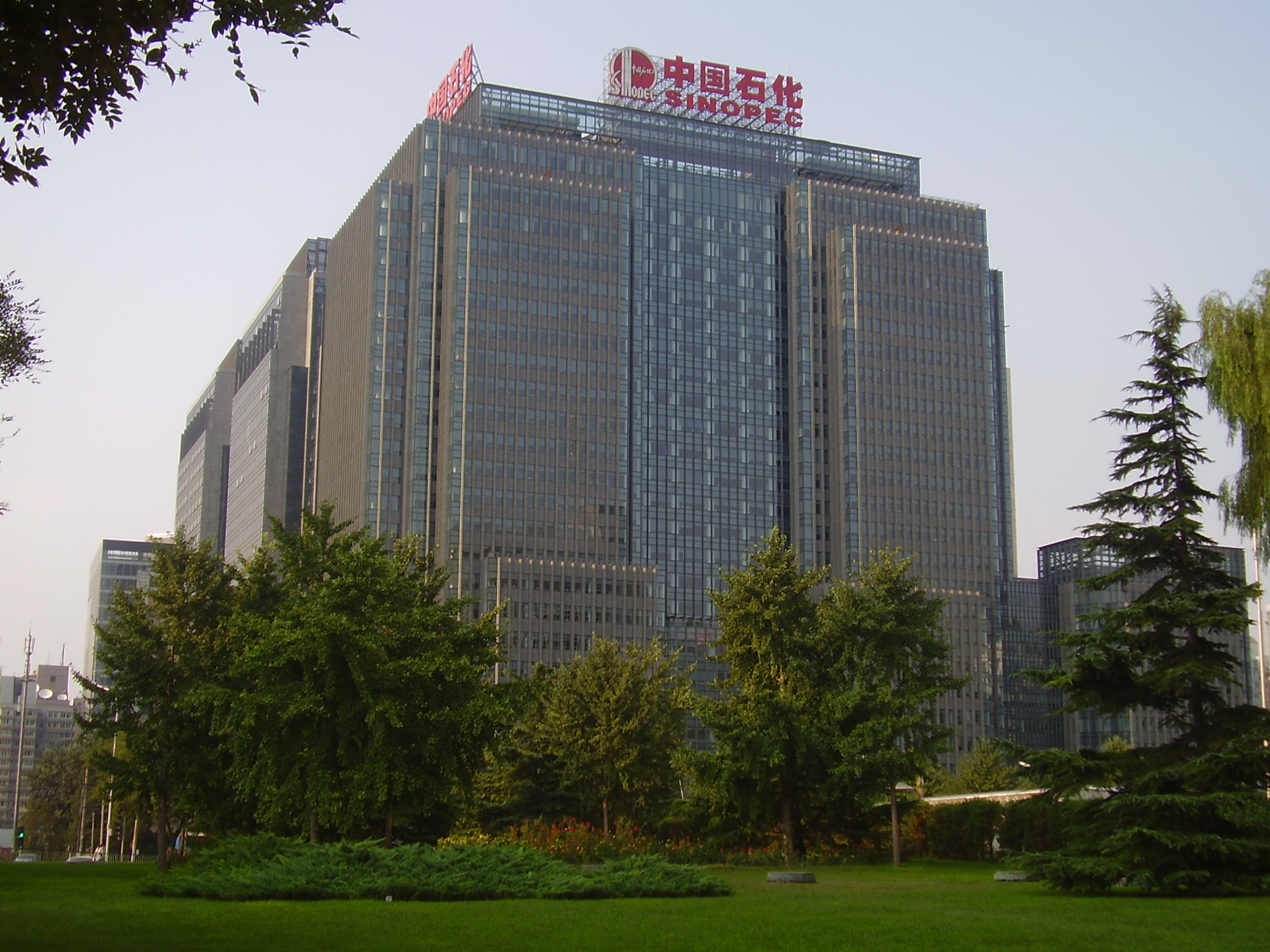
Firmenzentrale in Peking

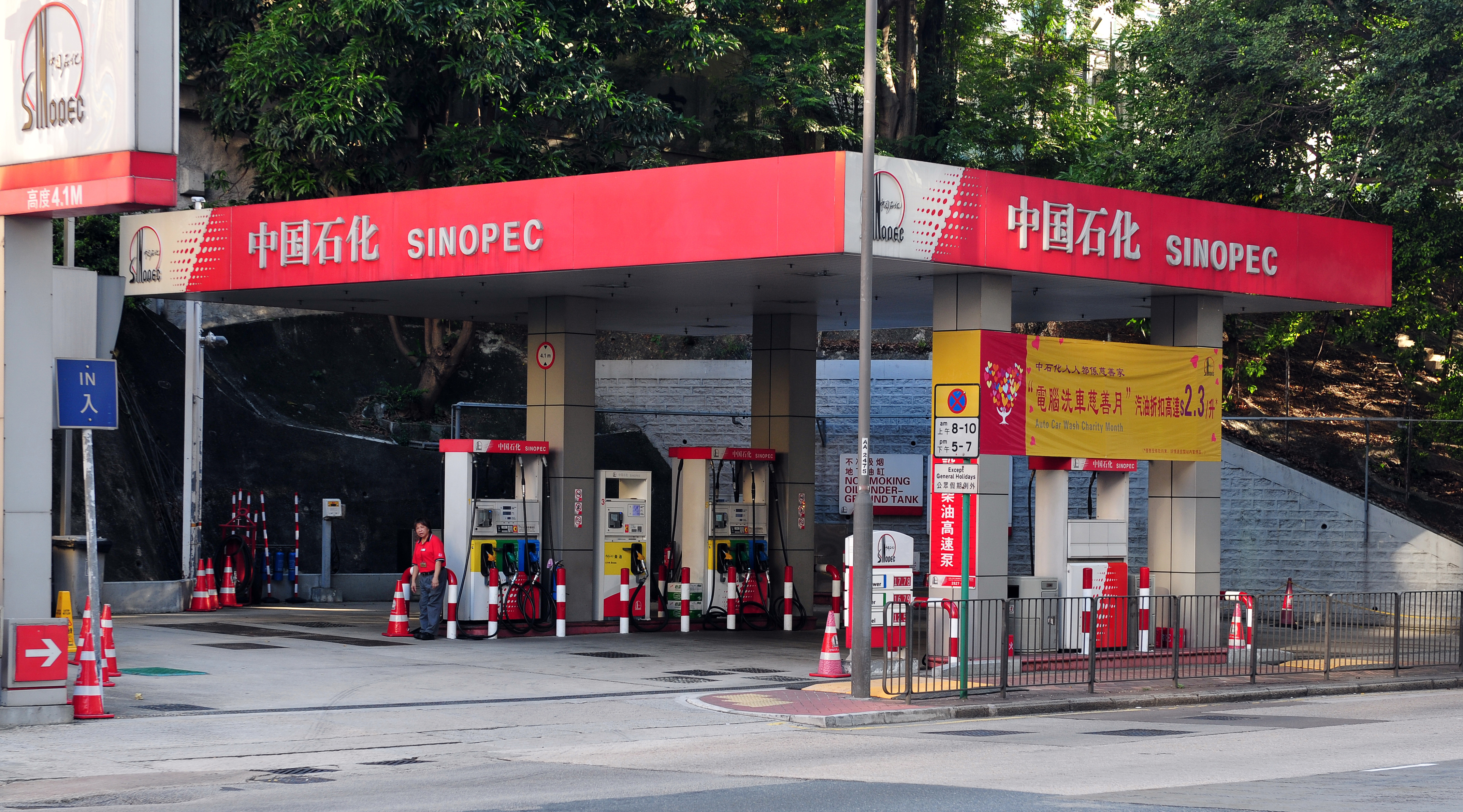
Tankstelle von Sinopec in Hongkong

Sinopec (chinesisch 中国石化, Pinyin Zhōngguó Shíhuà; amtlich 中国石油化工股份有限公司, englisch China Petroleum & Chemical Corporation, kurz 中石化) ist ein chinesisches Erdgas- und Mineralölunternehmen mit Sitz in Peking. Das Unternehmen ist im Hang Seng Index gelistet. Es ist die größte Tochter des staatseigenen Unternehmens Sinopec Group.

## Geschichte
Sinopec gehört zu den drei größten Mineralölunternehmen in China und stand 2006 an der Spitze der Top-500-Unternehmen-Liste Chinas. 2016 war es das Öl- und Gasunternehmen mit dem weltweit größten Umsatz.
Sinopec erschließt Erdgas- und Erdölvorkommen weltweit, besitzt Raffinerien und vermarktet seine petrochemischen Produkte. Mit der BASF betreibt Sinopec seit 2015 ein Joint Venture für die Produktion von Neopentylglykol in Nanjing. In Deutschland ist das Unternehmen durch die Sinopec Europa Handels GmbH in Frankfurt am Main vertreten.
Ein Tochterunternehmen von Sinopec ist Shanghai Petrochemical.

## Umweltschutz- und Sicherheitsvorfälle
Am 21. Dezember 2006 bildete sich ein Leck während einer Probebohrung der Sinopec Southern Prospecting and Development Branch in Qingxi (Kreis Xuanhan, Provinz Sichuan). 12.380 Menschen wurden evakuiert, nachdem sich der Vorfall ereignet hatte. Es brauchte mindestens drei Versuche und zwei Wochen, bis das Unternehmen das Leck versiegeln konnte.
Im Jahr 2007 forderte die chinesische State Environmental Protection Administration (SEPA) Sinopec auf, den Betrieb an einem ihrer Ölfelder einzustellen, da dieser eine chronische Flussverschmutzung verursachte. Zhongyuan Oilfields Petrochemical Company, ein Unternehmen, das Sinopec gehört, erreichte die Anforderungen an Abwasserreinigung nicht und hatte als Folge dessen eine Strafe zu zahlen.
Anlässlich der UN-Klimakonferenz im Jahr 2021 wurde festgestellt, dass Sinopec jährlich 733 Millionen Tonnen CO₂ ausstößt.

## Konkurrenten
- PetroChina
- China National Petroleum